# Pasieka (rejon żytkowicki)
Pasieka (biał. Пасека, Pasieka; ros. Пасека, Pasieka; hist. Czarna Pasieka) – wieś na Białorusi, w obwodzie homelskim, w rejonie żytkowickim, w sielsowiecie Rudnia.

## Historia
W XIX i w początkach XX w. zaścianek położony w Rosji, w guberni mińskiej, w powiecie mozyrskim, w gminie Żytkowicze. Opisywana była wówczas jako miejscowość odludna.
Po I wojnie światowej pod administracją polską, w Zarządzie Cywilnym Ziem Wschodnich, w okręgu brzeskim, w powiecie mozyrskim, w gminie Żytkowicze. W wyniku postanowień traktatu ryskiego znalazła się w granicach Związku Sowieckiego. Od 1991 w niepodległej Białorusi.